# Schertnershofer Graben
Der Schertnershofer Graben ist ein rechter und nördlicher Zufluss des Lohgrabens im mittelfränkischen Landkreis Weißenburg-Gunzenhausen.

## Verlauf
Der Schertnershofer Graben entspringt auf einer Höhe von 435 m ü. NN südlich des Trommetsheimer Berges und nördlich des namensgebenden Ortes Schertnershof. Er fließt zunächst in südliche Richtung, fließt dabei unmittelbar westlich an Schertnershof vorbei und speist bei Schertnershof einen kleineren Weiher. Danach schwenkt der Bach zunächst in eine westliche bis südwestliche Richtung, um dann anschließend erneut in eine südliche Richtung einzuschwenken. Der Bach bildet dabei teilweise die Gemeindegrenze zwischen Treuchtlingen und Alesheim. Der Schertnershofer Graben mündet nach einem Lauf von rund 1,3 Kilometern auf einer Höhe von 411 m ü. NN nordwestlich von Bubenheim, südöstlich von Lengenfeld und nördlich des Flugplatzes Treuchtlingen-Bubenheim von rechts in den Lohgraben, der kurz darauf in die Altmühl mündet.
Der Schertnershofer Graben fließt während seines gesamten Verlaufs durch eine weite Offenlandschaft im Vorland der Südlichen Frankenalb am Rand des Altmühltals.